# Des larmes (chanson)
Singles de Mylène Farmer
Désobéissance
(2018) M'effondre (Live)
(2019)
Des Larmes est une chanson de Mylène Farmer, sortie en single le 20 mars 2019 en version digitale et le 7 juin 2019 en version physique, en tant que cinquième et dernier extrait de l'album Désobéissance.
Sur une musique pop composée par LP et Mike del Rio, Mylène Farmer écrit un texte sur la peur de l'abandon, dans lequel elle évoque sa « prison de verre » et fait référence au poème « Le Gouffre » de Charles Baudelaire, extrait du recueil poétique intitulé Les Fleurs du mal.
Le clip, réalisé en noir et blanc par Marcel Hartmann, présente la chanteuse aux côtés de l'acteur Stanley Weber et d'un loup blanc.
Tout comme les singles précédents, Rolling Stone, N'oublie pas et Désobéissance, le titre se classe à la première place des ventes en France.

## Contexte et écriture

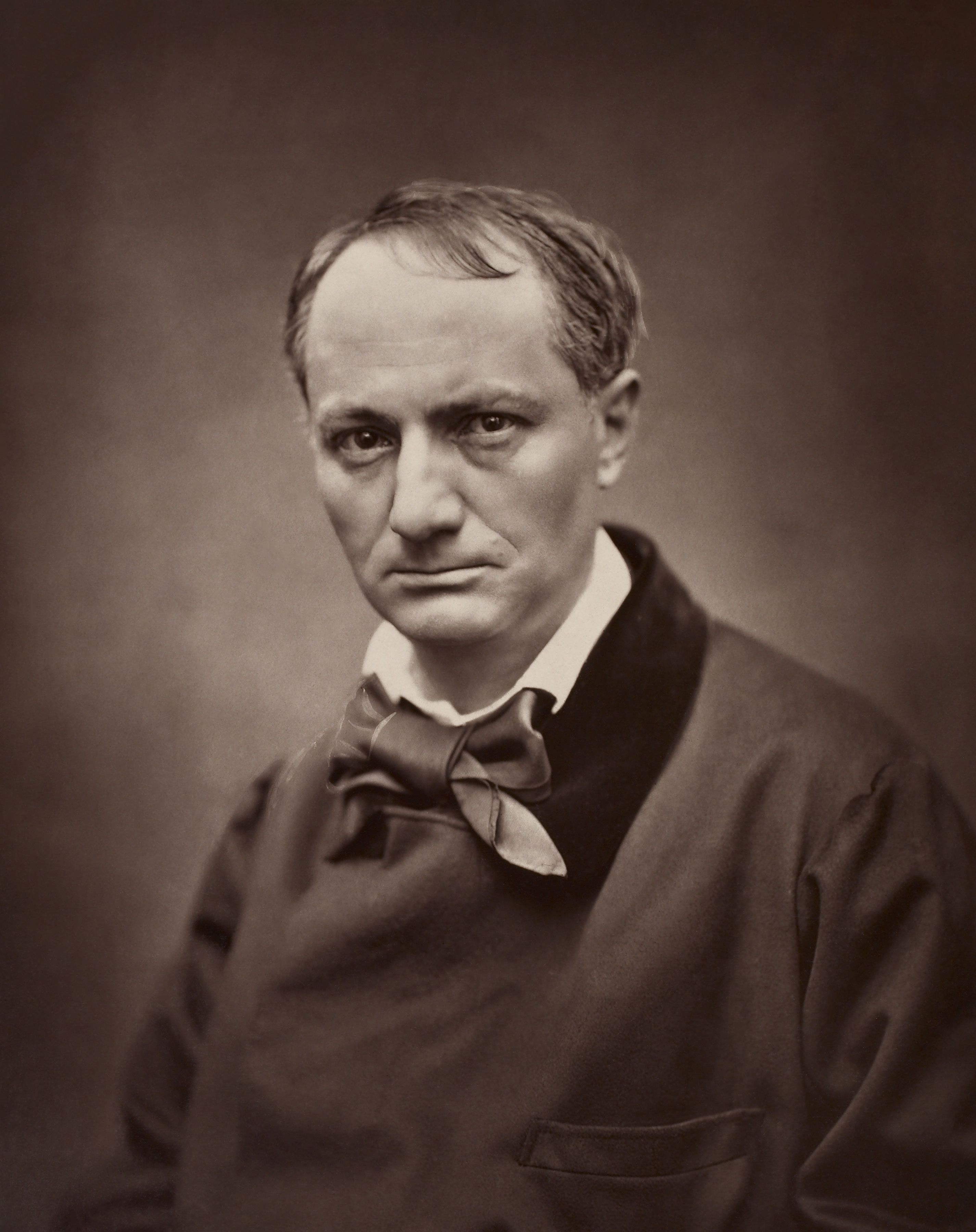
Dans ce texte, Mylène Farmer cite le poème « Le Gouffre » de Charles Baudelaire.

En janvier 2018, Mylène Farmer sort par surprise le titre Rolling Stone composé par Feder, suivi au mois de juin par N'oublie pas, un duo avec LP. Ces deux chansons se classent no 1 des ventes et annoncent l'album Désobéissance. Sorti le 28 septembre 2018, cet album est certifié disque de platine en seulement huit jours, réalisant le meilleur démarrage pour un artiste depuis deux ans.
Après le single Désobéissance, classé no 1 des ventes au printemps 2019, c'est le titre Des Larmes qui est choisi pour clore l'exploitation de l'album, tandis que la chanteuse s'apprête à se produire pour sa résidence en juin 2019 à Paris La Défense Arena.
Cette chanson pop, composée par LP et Mike del Rio, existait déjà avant que Mylène Farmer et LP ne décident de collaborer ensemble. Mylène Farmer en modifie les paroles pour écrire un texte sur la peur de l'abandon, dans lequel elle évoque sa « prison de verre » et fait référence au poème « Le Gouffre » de Charles Baudelaire, extrait des Fleurs du mal.

## Sortie et accueil critique
Diffusé en radio à partir du 20 mars 2019 dans une version légèrement raccourcie, le titre sort en CD Single et en 45 tours le 7 juin 2019.

### Critiques
- « Un tube en puissance. »[3]
- « Surprenant, parce que ses boucles électro, presque solaires, portent un texte, plus sombre, sur la peur de l’abandon et de la solitude. Le paradoxe Farmer à son comble. »[4]
- « Le titre emprunte une veine funk langoureuse. »[5]
- « Un bain disco-lounge lumineux et rafraîchissant qui s’épanouit en dehors de tout enjeu commercial ou scénique. »[6]
- « Ultra-efficace. »[7]
- « Même si le titre du morceau parait assez mélancolique, la chanson fait en réalité partie des rythmes les plus légers de Désobéissance. »[8]
- « Ce titre funky prouve encore une fois son besoin de surprendre. »[9]

## Vidéo-clip

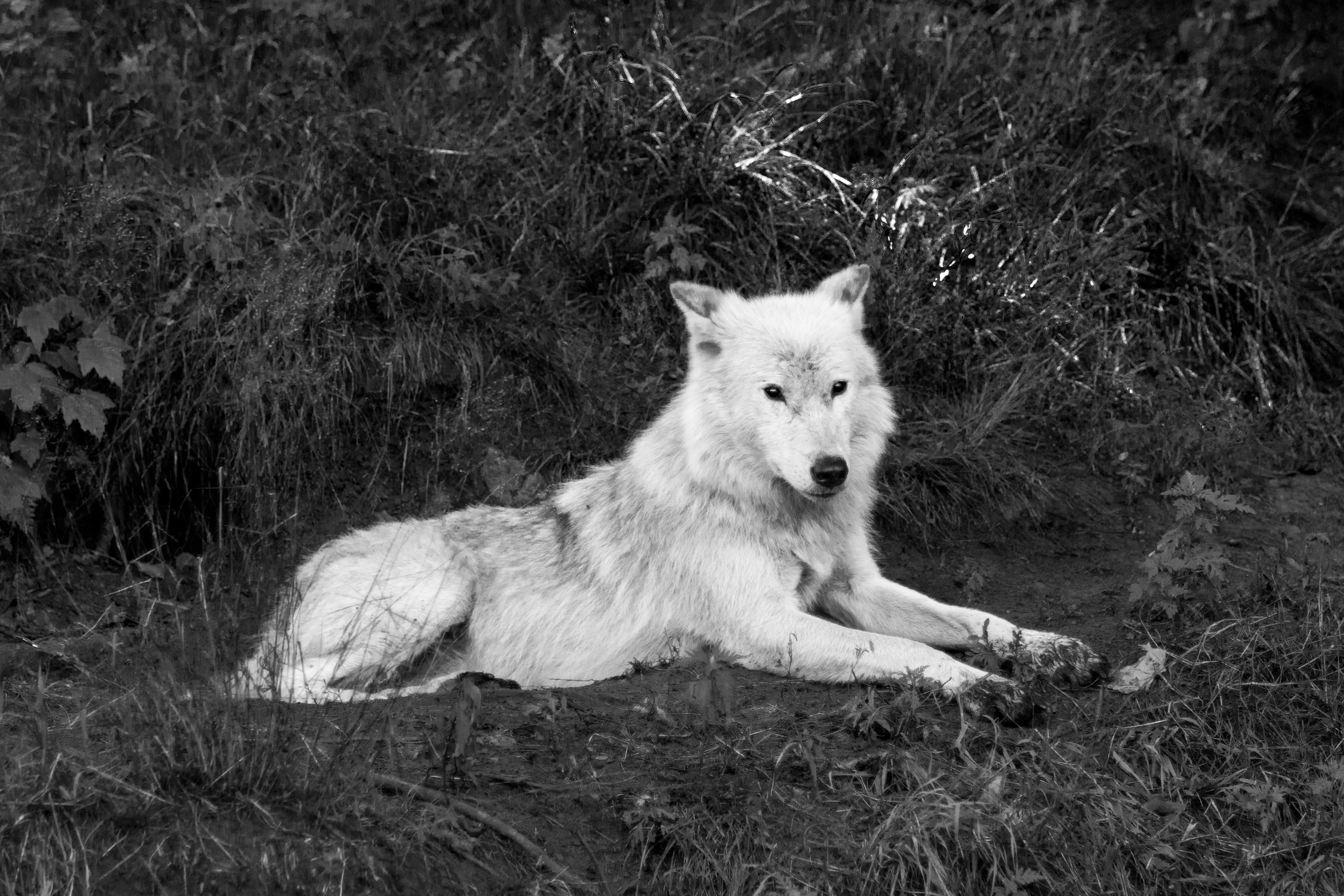
Un loup blanc.

Réalisé en noir et blanc par Marcel Hartmann (qui avait photographié la chanteuse en décembre 2018), le clip est tourné en studio à Bry-sur-Marne, le 18 avril 2019.

Mylène Farmer est entourée d'un loup blanc qui prend les traits de l'acteur Stanley Weber. Après s'être rapprochée de ce dernier, elle effectue alors une danse sensuelle avec lui. Stanley Weber déclarera : 

« Mylène est fan de la série Borgia, dans laquelle j'ai joué, et elle cherchait quelqu'un pour camper un loup dans son clip. Benoît, son compagnon, est l'associé de mon meilleur ami et il a joué les intermédiaires. Au départ, Mylène pensait que j'étais un acteur anglais. Quand elle m'a appelé, elle s'est aperçue que je parlais très bien français pour un anglais! J'ai passé une journée formidable sur le tournage, j'ai le souvenir d'une rencontre merveilleuse avec une artiste exceptionnelle. On se parle encore de temps en temps. Mylène, une personne chère à mon cœur. »

### Sortie et accueil
Le clip est diffusé pour la première fois le 10 mai 2019.
- « Une réalisation sensuelle. »[14]
- « Une image en noir et blanc, travaillée dans les tons mats, étonnamment lumineuse et sensuelle, rappelant le travail des talentueux Peter Lindbergh et Richard Avedon, dont Hartmann a été un disciple. Beaucoup d’effets de superposition et de transparence, comme le suggéreraient les croisillons d’un confessionnal… ou la maille d’une résille. L’érotisme farmerien ne démode pas. »[4]
- « Un clip d'une rare beauté. »[15]

## Promotion
Mylène Farmer n'effectue aucune promotion pour la sortie de ce single.

## Classements hebdomadaires
Avec ce titre, la chanteuse établit un nouveau record en classant son 20e titre à la 1re place des ventes en France.
| Classements (2019)                                    | Meilleure position |
| ----------------------------------------------------- | ------------------ |
| France (Ventes)                                       | 1                  |
| France (Téléchargements)                              | 74                 |
| France (Top Mégafusion) (Streaming + Téléchargements) | 60                 |
| France (Radios)                                       | 59                 |
| France (TV)                                           | 10                 |

## Liste des supports
| 1. | Des Larmes (Radio Edit)   | 3:16 |
| 2. | Des Larmes (instrumental) | 3:48 |

## Crédits
- Paroles : Mylène Farmer
- Musique : Mike Del Rio et LP
- Programmation et production : Mike Del Rio
- Mastering : Mike Marsh
- Mixage : Jumo
- Enregistrement voix : Jérôme Devoise
- Studio d'enregistrement : Studio Guillaume Tell
- Éditions : Stuffed Monkey[21]

## Interprétations en concert
Mylène Farmer interprète Des Larmes lors de sa résidence en juin 2019 à Paris La Défense Arena.

## Albums et vidéos incluant le titre

### Albums de Mylène Farmer
| Année | Album         | Version                                     | Durée | Certifications de l'album |
| 2018  | Désobéissance | Version Album Instrumental (réédition 2023) | 3:48  | 2 × Platine               |
| 2019  | Live 2019     | Live 2019                                   | 4:29  | Platine                   |
| 2020  | Histoires de  | Version Album                               | 3:48  | Platine                   |
| 2024  | Remix XL      | Theo Hutchcraft Remix                       | 3:34  |                           |

### Vidéos de Mylène Farmer
| Année | Vidéo                             | Version    | Durée | Certifications de la vidéo |
| 2019  | Live 2019                         | Live 2019  | 4:32  | Diamant                    |
| 2021  | Les clips - L'intégrale 1999-2020 | Vidéo-clip | 3:18  | -                          |